# صد سال تنهایی (مجموعه تلویزیونی)
صد سال تنهایی (به اسپانیایی: Cien años de soledad، مجموعه تلویزیونی رئالیسم جادویی کلمبیایی است که بر اساس رمانی با همین نام اثر گابریل گارسیا مارکز ساخته شده است. فصل اول این مجموعه در ۸ قسمت در ۱۱ دسامبر ۲۰۲۴ منتشر شد. فصل دوم نیز ۸ قسمت دارد که تاکنون تاریخ دقیق پخش آن مشخص نشده است. این سریال از پلتفرم نتفلیکس پخش می‌شود.

## بازیگران
- دیگو واسکز در نقش خوزه آرکادیو بوئندیا
  - مارکو آنتونیو گونزالس اوسپینا در نقش خوزه آرکادیو بوئندیا جوان
- مارلیدا سوتو در نقش اورسولا ایگوآران
  - سوزانا مورالس کاناس در نقش اورسولا جوان
- کلودیو کاتانو در نقش سرهنگ اورلیانو بوئندیا
  - خرمه اچوریا مونسالوه در کودکی اورلیانو
  - جرونیمو بارون لینتسووا در نقش اورلیانو نوجوان
  - سانتی واسکز در نقش آئورلیانو نوجوان
- لورن سوفیا در نقش آمارانتا
  - لونا رویز جیمنز در نقش آمارانتا جوان
- ژانر ویارئال در نقش آرکادیو
  - خوان ادواردو فلوریدو در نقش آرکادیو جوان
- آکیما در نقش ربکا
  - نیکول مونته‌نگرو سانچز در نقش ربکا جوان

## تولید
نتفلیکس در مارس ۲۰۱۹ حقوق صد سال تنهایی را خریداری کرد. قبل از مرگ نویسنده رمان گابریل گارسیا مارکز در سال ۲۰۱۴، او از فروش حقوق رمان خودداری کرده بود زیرا معتقد بود محدودیت‌های زمانی یک فیلم برای اقتباس مناسب کافی نیست. این سریال با حمایت خانواده گارسیا مارکز فیلمبرداری شد که درخواست کردند در کلمبیا، با بازیگران کلمبیایی و به زبان اسپانیایی فیلمبرداری شود. تهیه‌کنندگان چندین مکان در کلمبیا از جمله کالی، ویلاویسینسیو، گیراردوت، پالومینو، سانتا مارتا و بارانکیلا را بررسی کردند.
| «          | به عنوان یک فیلمساز و به عنوان یک کلمبیایی، کار بر روی پروژه‌ای با پیچیدگی و مسئولیت صد سال تنهایی یک افتخار و چالش عظیم بوده است. همیشه تلاش کرده‌ایم تا تفاوت بین زبان ادبی و زبان سمعی و بصری را درک کنیم، تا بتوانیم تصاویری خلق کنیم که حاوی چیزی از زیبایی، شعر و عمق اثری باشد که بر کل جهان تأثیر گذاشته است. ما این کار را با عشق و احترام به رمان، با کمک یک تیم فنی و انسانی استثنایی انجام داده‌ایم. | » |
| —لورا مورا | |   |

#### بازیگران
بازیگران از طریق فراخوان عمومی بازیگری در اواسط سال ۲۰۲۲ انتخاب شدند. تیم انتخاب بازیگر بیش از ۱۰۰۰۰ کاندید برای ۲۵ نقش اصلی دید. تنها ۳۰٪ از بازیگران را بازیگران حرفه‌ای تشکیل می‌دهند. علاوه بر بازیگران اصلی، ۲۰۰۰۰ بازیگر فرعی نیز برای فیلمبرداری انتخاب شدند. بخشی از فهرست بازیگران در ۲۶ آوریل ۲۰۲۳ لو رفت.

## بازتاب‌ها
دانیل فاینبرگ از نشریه هالیوود ریپورتر، این سریال را «اقتباسی زیبا و بلندپروازانه» از رمان خواند که «محترم و زیبا است، اگرچه بدون نقص نیست.» او اشاره کرد که بخش زیادی از محتوای سریال به‌طور مستقیم از رمان گرفته شده است که «هنگام بازیگری روی پرده همیشه جواب نمی‌دهد» و «همه چیز زمانی بهتر عمل می‌کند که نمایش در سطح تصویری و کمتر تحت اللفظی باشد.» او از کارگردانی گارسیا لوپز و مورا تمجید کرد و سریال را «در برخی مواقع نفس‌گیرانه زیبا، غنایی و زنده و سرشار از ایده‌های بصری و فکری» خواند. او در نهایت نتیجه گرفت که «صد سال تنهایی ممکن است به خوبی راه‌آهن زیرزمینی یا حتی ایستگاه یازده نباشد، اما پایان شایسته و تحسین‌برانگیزی برای سالی است که اغلب شاهد اقتباس‌های معتبر استثنایی بوده است.»
آرامیده تینوب از مجله ورایتی، این سریال را «با جزئیات ظریف و لایه‌های نمادین پیچیده» و «یکی از وفادارترین اقتباس‌های صفحه به صفحه در سال‌های اخیر» خواند. او از اجرای بازیگران به عنوان «استثنایی» تمجید کرد، اما اشاره کرد که برخی از سکانس‌ها متراکم به نظر می‌رسند. اگرچه او احساس می‌کرد که سرعت سریال «در برخی مواقع بیش از حد کند» است، اما اشاره کرد که «زیبایی صد سال تنهایی به بیننده اجازه می‌دهد تا هر فریم و لحظه با دقت انتخاب شده را جذب کند.»
کارلی لین از وبگاه کلایدر، این سریال را «شاهکاری در نوع خود» خواند و نوشت: «این سریال به زبان اسپانیایی نه تنها جان تازه‌ای به رمان ظاهراً غیرقابل فیلمبرداری مارکز می‌بخشد، بلکه به لطف فیلمبرداری خیره کننده و داستانی حماسی که در طول چندین نسل از خانواده بدشانس بوئندیا گسترش می‌یابد، به عنوان یک پیروزی در فیلمسازی نیز موفق است.» او از جلوه‌های بصری پائولو پرز و ماریا ساراسواتی، طراحی تولید اوگنیو کابایرو و باربارا انریکز و اجرای گروه بازیگران تمجید کرد.